# Paralophia palmicola
Paralophia palmicola är en orkidéart som först beskrevs av Joseph Marie Henry Alfred Perrier de la Bâthie, och fick sitt nu gällande namn av Phillip James Cribb. Paralophia palmicola ingår i släktet Paralophia och familjen orkidéer. Inga underarter finns listade i Catalogue of Life.